# Eugenia pachnantha
Eugenia pachnantha är en myrtenväxtart som beskrevs av Otto Karl Berg. Eugenia pachnantha ingår i släktet Eugenia och familjen myrtenväxter. Inga underarter finns listade i Catalogue of Life.